# Parallage mimica
Parallage mimica là một loài bướm đêm trong họ Geometridae.